# Home sweet home (hekwerk)
Home sweet home is een artistiek kunstwerk in Amsterdam-Zuidoost. Het valt in de categorie toegepaste kunst.
Het Bijlmerpark werd rond 1977 aangelegd en werd in de jaren 2009 opnieuw ingericht onder aanvoering van Francine Houben van Mecanoo. In zowel het zuidelijk als het noordelijk deel werd (opnieuw) een deel gereserveerd en ingericht als sportterrein. Deze sportterreinen moesten omheind worden om ze duidelijk van de rest van het recreatiepark te scheiden. Men vond daarbij dat gangbare hekwerk geen enkele bijdrage zouden leveren aan het opknappen van het park. Stalen staven of gaaswerk zouden een eentonig beeld opleveren, mede omdat de te omheinen terreinen een omtrek hebben van 1200 meter.
Er werd voor gekozen een hekwerk te maken dat binding zou geven met de bewoners in de omgeving. In de omringende wijken wonen mensen met meer dan 80 verschillende culturele achtergronden. In het hekwerk zijn zoveel mogelijk van die achtergronden verwerkt. Het hekwerk heeft daarbij het uiterlijk meegekregen alsof het gekantklost (lace fence) is. Het ontwerp kwam van "DeMakersVan" (Joep en Jeroen Verhoeven en Judith de Grauw), die er de Toon van Tuyl Designprijs mee wonnen. In het hekwerk zijn wajangpoppen te ontwaren, maar ook bijv. een molen. Verhoeven verdiepte zich in textielpatronen van over de hele wereld. De items werden aangebracht door een speciale verhittingstechniek; staal wordt plooibaar bij verhitting, maar bij afkoeling is het weer stijf. Verhoeven vertelde in 2023 dat al bij de opening diverse buurtbewoners op zoek gingen naar patronen uit hun geboorteland.

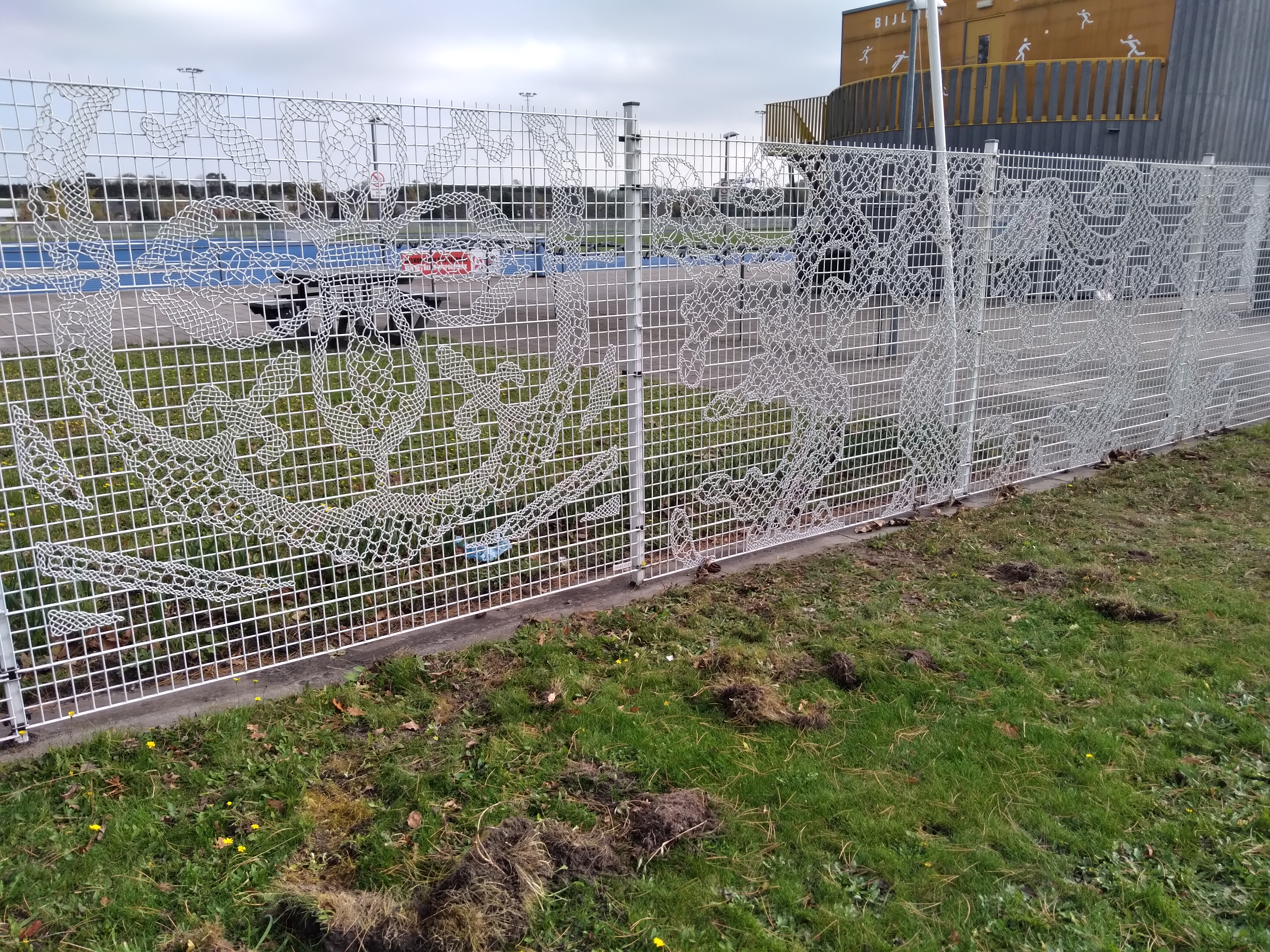
Home sweet home (detail) (oktober 2020)